# Campeonato Sul-Americano Feminino de Futebol de Salão de 2015
O Campeonato Sul-Americano Feminino de Futebol de Salão de 2015 foi a primeira edição do Campeonato Sul-Americano Feminino de Futebol de Salão (FIFUSA/AMF) entre seleções nacionais, organizado pela Confederação Sul-Americana de Futebol de Salão e AMF. Todos os jogos foram disputados em Santiago de Cali, Colômbia.

## Fase de grupos

### Grupo A
| Clubes    | Pts | J | V | E | D | GP | GS | SG  |
| --------- | --- | - | - | - | - | -- | -- | --- |
| Colômbia  | 6   | 3 | 3 | 0 | 0 | 26 | 4  | 22  |
| Argentina | 4   | 3 | 2 | 0 | 1 | 9  | 5  | 4   |
| Equador   | 2   | 3 | 1 | 0 | 2 | 7  | 13 | -6  |
| Uruguai   | 0   | 3 | 0 | 0 | 3 | 3  | 23 | -20 |

| 10 de junho de 2015 | Argentina | 3 - 1 | Equador | Coliseo Evangelista Mora - Colômbia |
| 14:30 h.            |           |       |         |                                     |

| 10 de junho de 2015 | Colômbia | 13 - 2 | Uruguai | Coliseo Evangelista Mora - Colômbia |
| 20:00 h.            |          |        |         |                                     |

| 11 de junho de 2015 | Uruguai | 1 - 4 | Equador | Coliseo Evangelista Mora - Colômbia |
| 15:00 h.            |         |       |         |                                     |

| 11 de junho de 2015 | Colômbia | 4 - 0 | Argentina | Coliseo Evangelista Mora - Colômbia |
| 20:00 h.            |          |       |           |                                     |

| 12 de junho de 2015 | Argentina | 6 - 0 | Uruguai | Coliseo Evangelista Mora - Colômbia |
|                     |           |       |         |                                     |

| 12 de junho de 2015 | Colômbia | 9 - 2 | Equador | Coliseo Evangelista Mora - Colômbia |
| 20:00 h.            |          |       |         |                                     |

### Grupo B
| Clubes    | Pts | J | V | E | D | GP | GS | SG  |
| --------- | --- | - | - | - | - | -- | -- | --- |
| Venezuela | 5   | 3 | 2 | 1 | 0 | 16 | 1  | 15  |
| Paraguai  | 5   | 3 | 2 | 1 | 0 | 15 | 3  | 12  |
| Brasil    | 2   | 3 | 1 | 0 | 2 | 18 | 8  | 10  |
| Chile     | 0   | 3 | 0 | 0 | 3 | 3  | 40 | -37 |

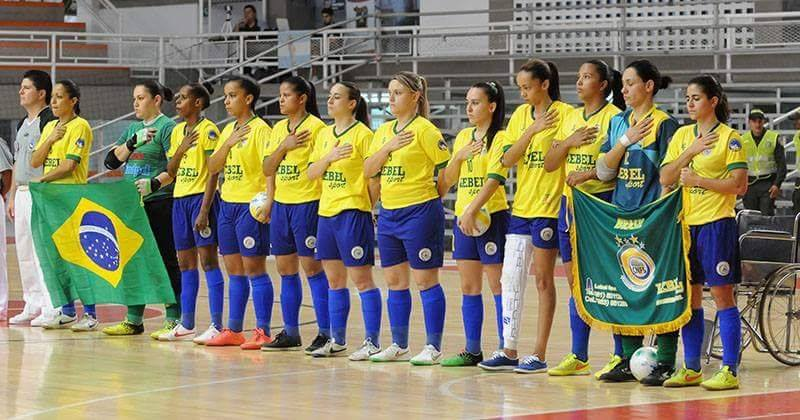
Brasil, quinto colocado do Sul-Americano.

| 10 de junho de 2015 | Paraguai | 10 - 0 | Chile | Coliseo Evangelista Mora - Colômbia |
| 16:00 h.            |          |        |       |                                     |

| 10 de junho de 2015 | Venezuela | 1 - 0 | Brasil | Coliseo Evangelista Mora - Colômbia |
| 17:30 h.            |           |       |        |                                     |

| 11 de junho de 2015 | Brasil                                                                                 | 15 - 2 | Chile              | Coliseo Evangelista Mora - Colômbia |
|                     | Aline Guedes (7) Vivian Cardoso (3) Isabela Melo (2) Laís Sakurai (2) Suzana Silva (1) |        | Cereceda Ulloa (2) |                                     |

| 11 de junho de 2015 | Venezuela | 0 - 0 | Paraguai | Coliseo Evangelista Mora - Colômbia |
| 18:00 h.            |           |       |          |                                     |

| 12 de junho de 2015 | Paraguai | 5 - 3 | Brasil | Coliseo Evangelista Mora - Colômbia |
| 15:00 h.            |          |       |        |                                     |

| 12 de junho de 2015 | Venezuela | 15 - 1 | Chile | Coliseo Evangelista Mora - Colômbia |
| 16:30 h.            |           |        |       |                                     |

## Fase final
|  | Semifinais           | Semifinais           |   |                      | Final                | Final    |  |
|  |                      |                      |   |                      |                      |          |  |
|  | 13 de julho de 2015. |                      |   |                      |                      |          |  |
|  | Venezuela            | 2                    |   |                      |                      |          |  |
|  | Argentina            | 1                    |   |                      |                      |          |  |
|  |                      |                      |   |                      |                      |          |  |
|  |                      |                      |   |                      | 14 de julho de 2015. |          |  |
|  |                      |                      |   |                      | Venezuela            | 2        |  |
|  |                      | Colômbia             | 0 |                      |                      |          |  |
|  |                      |                      |   |                      |                      |          |  |
|  |                      |                      |   |                      |                      |          |  |
|  |                      |                      |   |                      | Terceiro lugar       |          |  |
|  | 13 de julho de 2015. | 13 de julho de 2015. |   | 14 de julho de 2015. | 14 de julho de 2015. |          |  |
|  | Colômbia             | 3                    |   | Argentina            | 1 (1)[1]             |          |  |
|  | Paraguai             | 1                    |   |                      | Paraguai             | 1 (1)[2] |  |

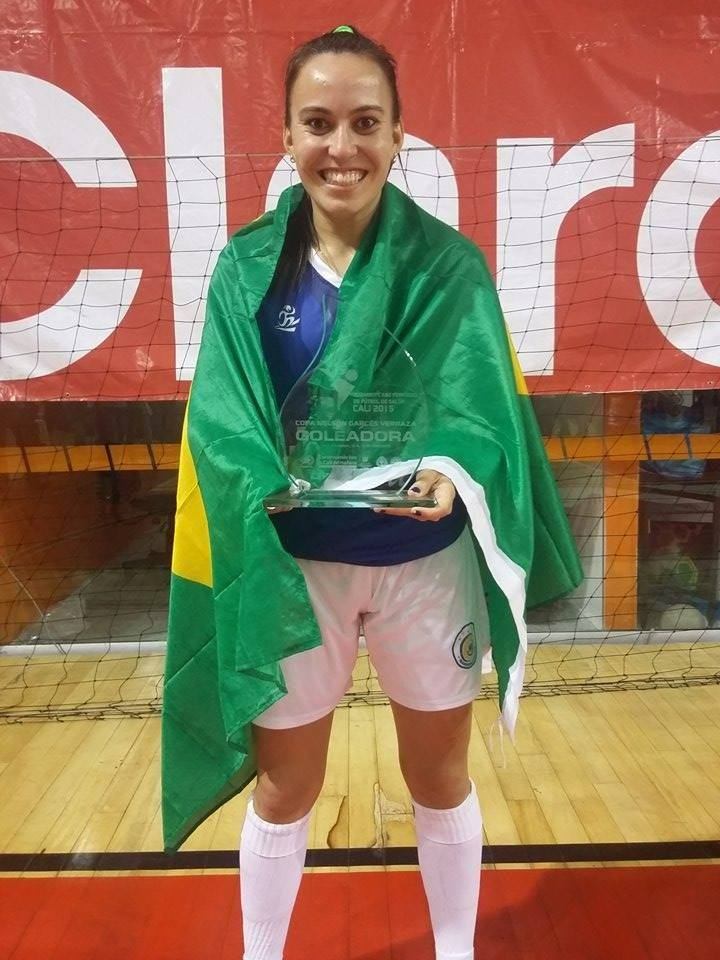
Aline Guedes, Seleção Brasileira, goleadora do Sul-Americano.

*(   ) placar da prorrogação.
**[   ] placar da disputa de pênaltis.

## Playoffs 5º ao 8º
| 13 de junho de 2015 | Equador | 6 - 2 | Chile | Coliseo Evangelista Mora - Colômbia |
| 17:00 h.            |         |       |       |                                     |

| 13 de junho de 2015 | Brasil                                                                                       | 10 - 0 | Uruguai | Coliseo Evangelista Mora - Colômbia |
| 18:30 h.            | Aline Guedes (3) Ló Veneziano (3) Vivian Cardoso (2) Isabela Melo (1) Fernanda Agostinho (1) |        |         |                                     |

| 14 de junho de 2015 | Chile | 4 - 6 | Uruguai | Coliseo Evangelista Mora - Colômbia |
| 15:00 h.            |       |       |         |                                     |

| 14 de junho de 2015 | Equador | 2 - 11 | Brasil | Coliseo Evangelista Mora - Colômbia |
| 16:30 h.            |         |        |        |                                     |

## Premiação
| Campeonato Sul-Americano Feminino de Futebol de 2015 |
| ---------------------------------------------------- |
| Venezuela 1º título                                  |

## Resultado final

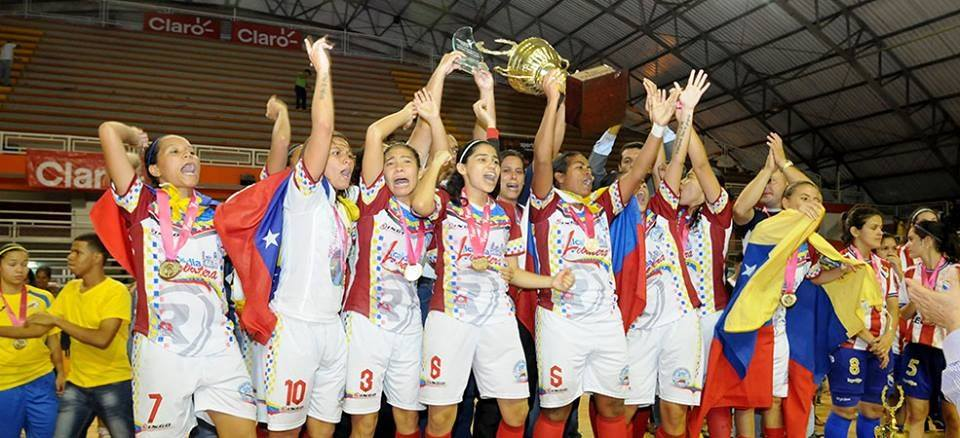
Venezuela, campeã do Sul-Americano.

| Posição | Equipe    |
| ------- | --------- |
| 1.      | Venezuela |
| 2.      | Colômbia  |
| 3.      | Paraguai  |
| 4.      | Argentina |
| 5.      | Brasil    |
| 6.      | Equador   |
| 7.      | Uruguai   |
| 8.      | Chile     |